# Амига
Комодор Амига (енгл. Commodore Amiga) или само Амига је назив за породицу рачунара које је производила америчка компанија Комодор, која су била заснована на микропроцесорима Моторола 68000, 68020, 68030 и 68040. Деведесетих година су изашли и акселератори за А1200, А3000 и А4000 са 68060 и PowerPC 603е и 604е процесорима и додацима као што је SCSI прикључак и конектор за Сајбервижн (енгл. Cybervision) графичке картице.